# Университет Лас-Пальмас-де-Гран-Канария
Университет Лас-Пальмас-де-Гран-Канария (Испанский университет Лас-Пальмас-де-Гран-Канария, сокр. ULPGC ) расположен в городе Лас-Пальмас-де-Гран-Канария, столице острова Гран-Канария. Состоит из 5 кампусов: 4 на Гран-Канарии (Тафира, Обелиско, Сан-Кристобаль и Монтанья-Кардонес) и одного на острове Лансароте, Тафира — самый крупный из них. Университет был создан в 1989 году по многочисленным просьбам жителей Гран-Канарии. Создание университета было включено в Закон о реорганизации университетов 1989 года. ULPGC объединил обучающие центры прежнего Universidad Politécnica de Canarias, ориентированные на инженерные специальности и центры Университета Ла-Лагуны, расположенные в провинции Лас-Пальмас.

## Учебные программы
Университет предлагает обучение по 55 специальностям для 24 тысяч студентов.
Специальности, в большей части, носят технический и инженерный характер (гражданское строительство, архитектура, разработка программного обеспечения), но также предлагается обучение и в области здравоохранения (медицины, педиатрии и ветеринарии) и гуманитарных дисциплин (истории, права, социальных наук). ULPGC - один из первых университетов в Испании, предложивших отдельный факультет "Морских наук"
Согласно исследованию газеты El Mundo ULPGC занимает 34-е место среди 48 публичных университетов Испании.

## Университетские институты и исследовательские центры
- Университетский институт кибернетической науки и техники
- Университетский институт прикладной микроэлектроники
- Университетский институт здоровья животных и здорового питания
- Институт интеллектуальных систем и вычислительных технологий в инженерии (IUSIANI)
- Университетский институт технологического развития и инноваций в области связи (IDeTIC)
- Университетский институт туризма и стабильного развития (TIDES)_[3]

Институт туризма и стабильного развития (TIDES) вошёл в число четырёх лучших в Европе и 30 лучших в мире по научно-исследовательской деятельности в области туризма.

## Конференции
ULPGC принимает и ведёт ряд международных конференции. Главные из них:
- Международная конференция по компьютерной теории автоматизированных систем
- Международная конференция по природе и туризму

В 2005 году университет принял Испанскую конференцию MoodleMoot Многие университеты  последовали примеру ULPGC в онлайн-образовании..
В 2009 году ULPGC организовал совместную конференцию GUADEC и Akademy 2009, впервые проведённых в одном месте и в одно время.